# Moncé-en-Saosnois
Moncé-en-Saosnois ist eine französische Gemeinde mit 234 Einwohnern (Stand: 1. Januar 2022) im Département Sarthe in der Region Pays de la Loire; sie gehört zum Arrondissement Mamers und zum Kanton Mamers. Die Einwohner werden Moncéens genannt.

## Geographie
Moncé-en-Saosnois liegt etwa 38 Kilometer nordnordöstlich von Le Mans. Umgeben wird Moncé-en-Saosnois von den Nachbargemeinden Saint-Vincent-des-Prés im Norden, Saint-Pierre-des-Ormes im Osten und Nordosten, Saint-Cosme-en-Vairais im Osten und Südosten, Nauvay im Süden, Avesnes-en-Saosnois im Süden und Westen sowie Monhoudou im Westen und Nordwesten.

## Bevölkerungsentwicklung
| 1962                      | 1968 | 1975 | 1982 | 1990 | 1999 | 2006 | 2013 |
| ------------------------- | ---- | ---- | ---- | ---- | ---- | ---- | ---- |
| 419                       | 370  | 263  | 234  | 220  | 236  | 266  | 257  |
| Quelle: Cassini und INSEE |      |      |      |      |      |      |      |

## Sehenswürdigkeiten

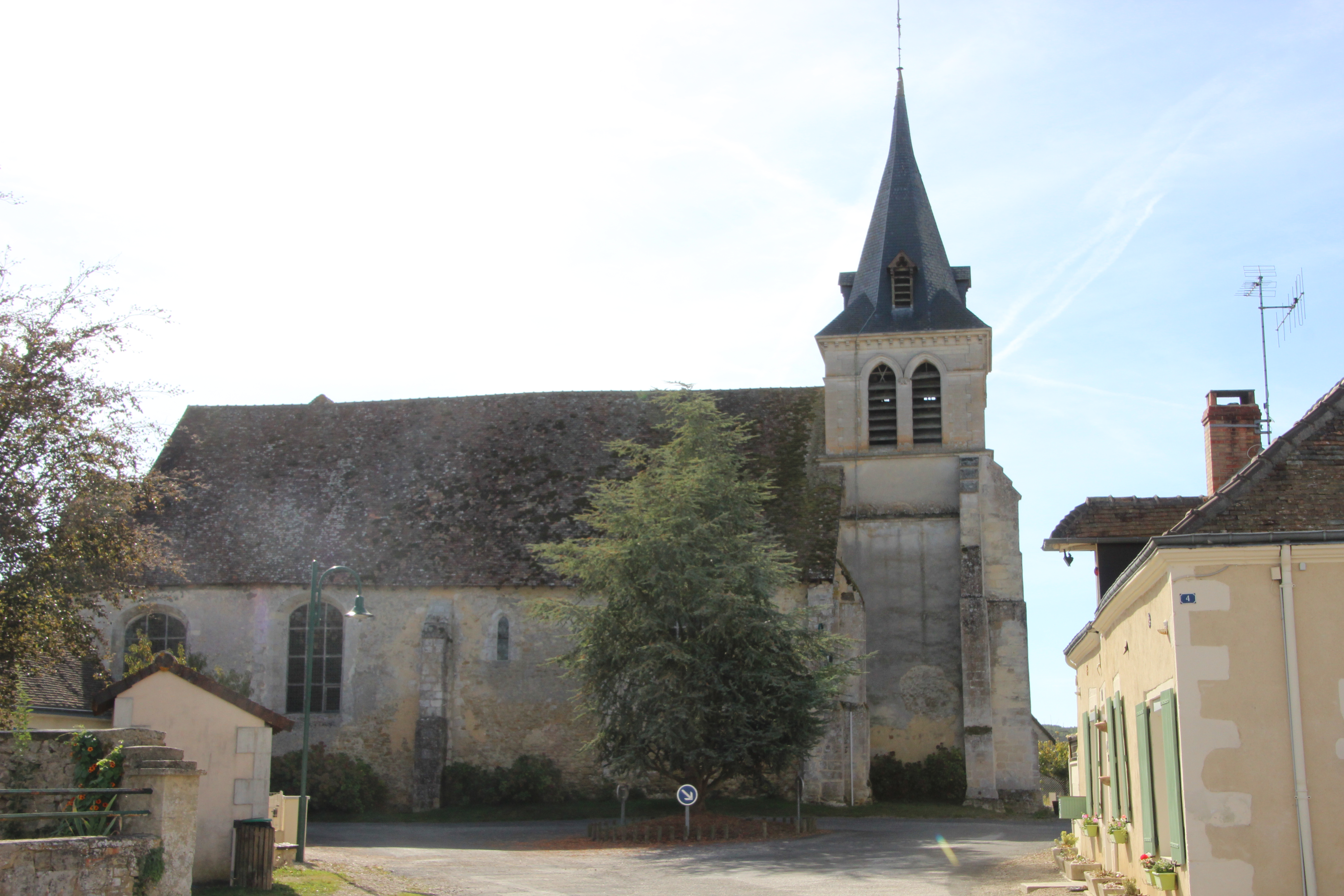
Kirche St. Peter und Paul in Moncé-en-Saosnois

- Kirche Saint-Pierre-et-Saint-Paul aus dem 12. Jahrhundert, Umbauten aus dem 20. Jahrhundert, Monument historique seit 2002